# Ctenotus astictus
Ctenotus astictus este o specie de șopârle din genul Ctenotus, familia Scincidae, descrisă de Horner 1995. Conform Catalogue of Life specia Ctenotus astictus nu are subspecii cunoscute.